# Thomisus pugilis
Thomisus pugilis là một loài nhện trong họ Thomisidae.
Loài này thuộc chi Thomisus. Thomisus pugilis được miêu tả năm 1869 bởi Stoliczka.